# Шерпур (подокруг)
Шерпур (бенг. শেরপুর, англ. Sherpur) — подокруг на севере Бангладеш. Входит в состав округа Богра. Образован в 1962 году. Административный центр — город Шерпур. Площадь подокруга — 296,27 км². По данным переписи 1991 года численность населения подокруга составляла 229 005 человек. Плотность населения равнялась 773 чел. на 1 км². Уровень грамотности населения составлял 23,6 %. Религиозный состав: мусульмане — 87,76 %, индуисты — 12,01 %, прочие — 0,23 %.